# Туркевич-Лукіянович Стефанія Іванівна
Стефа́нія Турке́вич-Лісо́вська, з 1937 Лукіяно́вич, (25 квітня 1898, Львів — 8 квітня 1977, Кембридж) — українська композиторка, піаністка і музикознавиця. Офіційно визнана першою українською композиторкою. У роки СРСР її роботи були заборонені державною владою.

## Життєпис

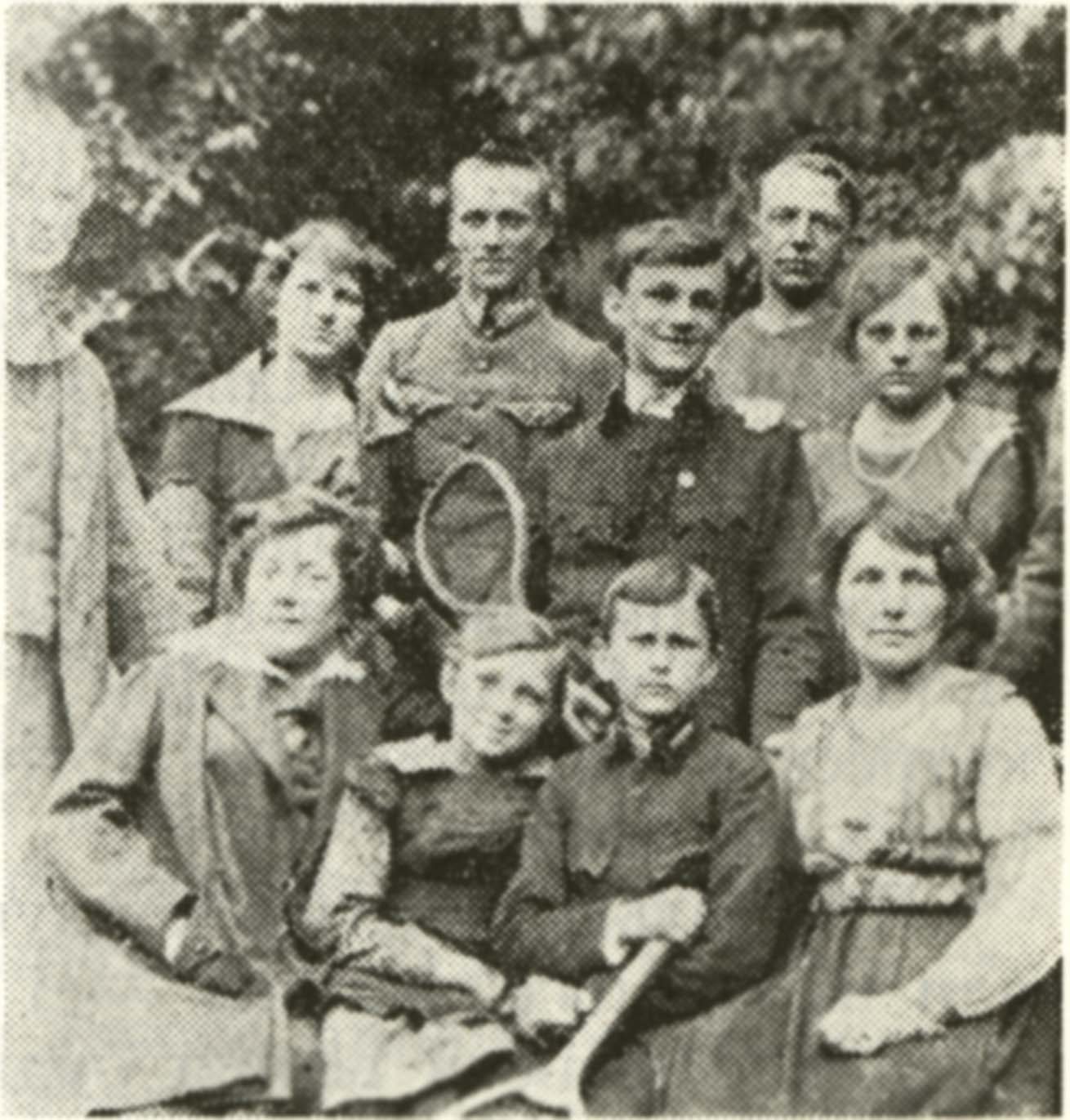
Середній рядок (зліва направо): сестра Ірина, брат Лев, і Стефанія, близько 1915

Стефанія Туркевич народилася 25 квітня 1898 року в Львові у священницькій родині. Вона була першою дитиною в родині греко-католицького священника, хорового диригента, катехита та музичного критика о. Івана Емануїла Туркевича (1872—1936) та Софії Кормош. Мала молодшу сестру Ірину Туркевич-Мартинець та молодшого брата Лева Туркевича.
Дід, о. Лев Туркевич, і батько майбутньої композиторки були священниками. Мати Софія Кормош була піаністкою, яка навчалася в Кароля Мікулі та Вілема Курца, а також акомпанувала молодій Соломії Крушельницькій. Родина була музичною, де кожен грав на якомусь музичному інструменті. Стефанія — на фортепіано, арфі й фісгармонії. Пізніше композиторка так згадувала своє дитинство і любов до музики:
Стефанія навчалася спершу у Вищому музичному інституті ім. М. Лисенка у Василя Барвінського, згодом (1914—1916) у Відні на піаністку у Вілема Курца і Єжи Лялевича. Після Першої світової війни навчалася у Львівському університеті, де вивчала філософію, педагогіку і музикознавство; останнє вивчала у Адольфа Хибінського. Стефанія закінчила університет у 1921 році. Одночасно (осінь 1919 — літо 1920) навчалася музики в Державній вчительській семінарії, а у 1921 році — також у Консерваторії польського музичного товариства. У 1921—1923 роках продовжила навчання у Відні, де навчалася у Ґвідо Адлера у Віденському університеті) та у Ф. Вюрера і Йозефа Маркса (музична академія).
1925 року вийшла заміж за Роберта Лісовського. В 1927—1930 роках мешкала у Берліні, де навчалася у Арнольда Шенберга і Франца Шрекера. 1930 року поїхала до Праги, де вивчала композицію спершу в Отакара Шіна у Празькій консерваторії), згодом у Вітезслава Новака (Вища школа майстерності). Також навчалася у Зденека Неєдли (Карловий університет). 1934 року захистила дисертацію з музикознавства у Празі. Тема її дисертації: «Український елемент у творах П. Чайковського „Черевички“, Н. Римського-Корсакова „Ніч перед Різдвом“ і порівняння їх з оперою Миколи Лисенка „Різдвяна Ніч“». Також з осені 1933 року пані Лісовська викладала фортепіано і була акомпаніаторкою у Празькій консерваторії.
У 1935—1939 роках викладала гармонію й фортепіано у Вищому музичному інституті у Львові, а з 1939 року — в об'єднаній консерваторії.
1937 року одружилася вдруге — з Нарцизом Лукіяновичем, лікарем-психіатром, який також був письменником. У 1944 році родина виїхала до Відня, звідки 1946 року переїхала до Англії.
Стефанія Лукіянович померла 8 квітня 1977 року в Кембриджі, Велика Британія.

## Твори
Симфонічні твори
- Симфонія — Symphony no. 1 — 1937.
- Симфонія no. 2(a) — Symphony no. 2(a) — 1952.
- Симфонія no. 2(b) (2-й варіант) — Symphony no. 2(b) (2nd version).
- Симфонієта — Symphoniette — 1956.
- Три Симфонічні Ескізи — Three Symphonic Sketches — 3 травня, 1975.
- Симфонічна поема  «La Vita».
- Космічна симфонія — Space Symphony — 1972.
- Сюїта для подвійного струнного оркестру — Suite for Double String Orchestra.
- Фентезі для подвійного струнного оркестру — Fantasy for Double String Orchestra.

Балети
- Руки — The Girl with the Withered Hands — Bristol, 1957.
- Перли — The Necklace.
- Весна (Дитячий балет) — Spring — (Children's Ballet) 1934-5.
- Мавка (a) — Mavka — ‘The Forest Nymph’ — 1964-7 — Belfast.
- Мавка (b) — Mavka — ‘The Forest Nymph’ — 1964-7 — Belfast.
- Страхопуд — Scarecrow — 1976.

Опера
- Мавка (на основі Лісової пісні Лесі Українки) (незавершені).

Дитячі опери
- Цар Ох або Серце Оксани — Tsar Okh or Heart of Oksana — 1960
- Куць — The Young Devil
- Яринний городчик — A Vegetable Plot (1969)

Хорові твори
- Літургія 1919.
- Psalm to Sheptytsky (Псалом Шептицькому).
- До Бою.
- Триптих.
- Колискова (А-а, котика нема; 1946).

Камерно-інструментальні твори
- Соната для скрипки і фортепіано 1935 — Sonata for violin and piano.
- (a) струнний квартет 1960—1970 — String quartet.
- (b) струнний квартет 1960—1970 — String quartet.
- Тріо для скрипки, альта та віолончелі 1960—1970 — Trio for Violin, Viola and Cello.
- Квінтет для двох скрипок, альта, віолончелі фортепіано 1960—1970 — Piano Quintet.
- Тріо для флейти, кларнету, фагота 1972 — Wind Trio.

Твори для фортепіано
- Варіації на українську тему 1932 — Variations on a Ukrainian Theme.
- Фантазія: Сюїта фортепіанна на українські теми — Fantasia: Suite for Piano on Ukrainian Themes 1940.
- Імпромпту — Impromptu 1962.
- Гротеск — Grotesque 1964.
- Гірська сюїта — Mountain Suite 1966—1968.
- Цикл п'єс для дітей — Cycle of Pieces for Children 1936—1946.
- Українські коляди та щедрівки — Ukrainian carols and Shchedrivka.
- Вістку голосить — Good Tidings.
- Christmas with Harlequin 1971.

Різне
- Серце — Heart — Solo voice with orchestra.
- Лореляй — Lorelei — Narrator, Harmonium and Piano 1919 — words by Lesia Ukrainka.
- Травень — May — 1912.
- Тема народної пісні — Folk Song Themes.
- На Майдані — Independence Square — piano piece.
- Не піду до леса з конечкамі — Лемківська пісня — Lemky song for voice and strings.

## Виконання музичних творів композиторки
Деякі твори мисткині були виконані у 1920—1930-х рр. у Львові і Празі, у 1956—1961 рр. у Західній Європі, та в 1969—1970 рр. у Канаді. Проте, багато творів досі не виконувалися на сцені, хоч останніми роками деякі твори з її творчого доробку вже виконуються в Канаді та Україні. У 2014 році в Канаді були видані записи 20 пісень композиторки на компакт-диску (частина колекції «Galicians I — The Art Songs»).
8 листопада 2020 року в Львівській національній філармонії імені М. Скорика відбулася прем'єра опери «Серце Оксани» Стефанії Туркевич-Лукіянович під диригуванням Сергія Хоровця. Опера була написана рівно 60 років тому в 1960 році й тільки в 2020 році вперше поставлена в Україні. Ця опера присвячена сестрі Стефанії — Ірині Туркевич-Мартинець (1899—1983), оперній та камерній співачці, яка після війни емігрувала до Канади і у 1960 році очолила Український дитячий театр Вінніпеґу.
26 грудня 2020 року відбулася світова прем'єра дитячої опери «Куць» в Чернівецькій обласній філармонії.